# Chad Tracy
Chad Austin Tracy (né le 22 mai 1980 à Charlotte, Caroline du Nord, États-Unis) est un joueur de troisième but et de premier but des Ligues majeures de baseball qui évolue de 2004 à 2013.

## Carrière

### Diamondbacks de l'Arizona
Athlète évoluant à l'université de l'Est de la Caroline, Chad Tracy est un choix de septième ronde des Diamondbacks de l'Arizona en 2001. Il fait ses débuts dans le baseball majeur avec Arizona le 21 avril 2004.
Joueur de troisième but dans les ligues mineures et à sa première saison avec les Diamondbacks, Tracy évolue aussi beaucoup au cours des années suivantes au poste de joueur de premier but et comme voltigeur. À sa saison recrue, il mène la Ligue nationale de baseball dans la catégorie peu enviable des erreurs commises en défensive, avec 26 au total, soit 25 au troisième coussin et une au premier but. En revanche, il fait bien en attaque avec 53 points produits et une moyenne au bâton de ,285.
Son jeu défensif s'améliore en 2005 avec 7 erreurs au cours d'une saison partagée entre le premier but et le champ extérieur. Il connaît aussi l'une de ses meilleures campagnes en offensive avec 155 coups sûrs, 34 doubles, un record personnel de 27 coups de circuit, et 72 points produits. Il affiche ses moyennes au bâton (,308), de puissance (,553) et de présence sur les buts (,359) les plus élevées en carrière. Sa moyenne au bâton est la 7e meilleure parmi les frappeurs de la Ligue nationale et sa moyenne de puissance le classe en 10e place.
En 2006, Tracy réussit ses records personnels de 168 coups sûrs, 41 doubles et 80 points produits. Il claque 20 circuits et sa moyenne au bâton, en baisse, se chiffre à ,281. Jouant presque toute l'année au troisième but, les ennuis défensifs reviennent alors qu'il commet 26 erreurs, le troisième plus haut total de la Nationale.
Les performances offensives de Tracy déclinent considérablement à partir de 2007 et, conséquemment, son temps de jeu chez les Diamondbacks. Il produit frappe 7 circuits et produit 35 points en 2007, puis enchaîne deux saisons avec des totaux identiques de 8 circuits et 39 points produits. Devenu agent libre après la saison 2009, il n'est pas retenu par le club d'Arizona.

### Cubs de Chicago
Tracy signe avec les Cubs de Chicago le 25 janvier 2010. 
Il est libéré de son contrat le 1er juillet suivant après 28 parties jouées pour les Cubs et 26 avec leur club-école d'Iowa. Le 9 juillet, il est mis sous contrat par les Yankees de New York mais est assigné au club-école de Scranton. Il est libéré le 31 juillet sans s'être aligné pour le club new-yorkais.

### Marlins de la Floride
Le 5 août 2010, Tracy rejoint les Marlins de la Floride et y termine la saison. Il frappe pour ,245 en 41 matchs pour les Marlins et produit 10 points. Au total, il affiche une moyenne de ,247 avec un circuit et 15 points produits en 69 parties jouées en 2010 pour les Cubs et les Marlins.

### Japon
En 2011, Chad Tracy joue en NPB au Japon avec les Hiroshima Toyo Carp. Il maintient une moyenne au bâton de ,235 avec un circuit et 19 points produits en 40 matchs joués pour Hiroshima.

### Nationals de Washington
De retour aux États-Unis, Tracy est invité au camp d'entraînement des Nationals de Washington en 2012 et se taille un poste avec l'équipe, profitant notamment du fait que Michael Morse et Rick Ankiel amorcent la saison sur la liste des joueurs blessés. Il évolue deux saisons à Washington comme réserviste au champ intérieur et frappeur suppléant,. En 2012, il maintient une moyenne au bâton de ,269 avec 3 circuits et 14 points produits en 73 parties jouées. Il entre en jeu dans 92 matchs en 2013 mais ne récolte que 26 coups sûrs pour une moyenne au bâton de ,202 avec 4 circuits et 11 points produits.

### Angels de Los Angeles
Le 29 janvier 2014, Tracy rejoint les Angels de Los Angeles via un contrat des ligues mineures, mais est libéré le 23 mars suivant, avant le début de la saison régulière.